# San Antonio de las Lomas
San Antonio de las Lomas är en ort i Mexiko.   Den ligger i kommunen Ixtacomitán och delstaten Chiapas, i den sydöstra delen av landet, 700 km öster om huvudstaden Mexico City. San Antonio de las Lomas ligger 83 meter över havet och antalet invånare är 434.
Terrängen runt San Antonio de las Lomas är kuperad. Runt San Antonio de las Lomas är det ganska tätbefolkat, med 67 invånare per kvadratkilometer. Närmaste större samhälle är Teapa, 17,7 km nordost om San Antonio de las Lomas. Trakten runt San Antonio de las Lomas består till största delen av jordbruksmark.